# 335 aC
El 335 aC va ser un any del calendari romà prejulià. En temps de la República i de l'Imperi Romà, era conegut com a any del consolat de Corvus i Règul Calè (o, més rarament, any 419 ab urbe condita o de la Fundació de Roma). L'ús del nom «335 aC» per referir-se a aquest any es remunta a l'alta edat mitjana, quan el sistema Anno Domini va ser el mètode de numeració dels anys més comú a Europa.

## Esdeveniments

### Antiga Grècia
- Aristòtil obre el seu Liceu.[2]
- Glàucies d'Il·líria ajuda al rei Clitos, cap d'una de les tribus il·líries contra Alexandre el Gran. Tots dos són derrotats i Clitos es refugia al territori dels taulantis on Alexandre no els persegueix en conèixer la notícia de la revolta de Tebes.[3]
- Alexandre el Gran conquereix Tebes.[4]
- Filotes, general macedoni, era el comandant de la guarnició de Cadmea, la ciutadella de Tebes, quan els tebans en van rebel·lar. Va poder mantenir la posició fins a l'arribada del rei amb un exèrcit, i va contribuir a la conquesta de la ciutat, amb una victoriosa sortida des de la ciutadella, segons diu Diodor de Sicília.[5]

### Antiga Roma
- Aquest any són elegits cònsols Marc Valeri Corvus i Marc Atili Règul Calè.[6]
- Els dos cònsols fan la guerra contra el poble dels sidicins que s'havien unit als ausonis. Marc Atili Règul conquereix la ciutat de Cales, on els romans hi estableixen una colònia de 2.500 homes. Corvus obté els honors del triomf i Atili Règul el sobrenom de Calè (Calenus).[7]
- Luci Emili Mamercí Privernat és elegit dictador amb la finalitat de dirigir els comicis, ja que els dos cònsols són fora de Roma.[8]

## Naixements
- Zenó de Cítion (data aproximada).[9]